# Rachitida ptáků
Křivice (rachitida) je metabolické onemocnění kostí mladých ptáků způsobené nedostatečnou mineralizací kostní tkáně; u dospělých ptáků hovoříme o osteomalacii, kdy dochází k postupnému odvápnění kostí. Příčinou rachitidy/ osteomalacie nejčastěji bývá nedostatek vitamínu D, vápníku, fosforu, manganu a cholinu v krmivu. Za predispoziční faktory se považují omezený pohyb, poruchy funkce trávicího traktu a nedostatek slunečního světla.
K rachitidě inklinují zejména rychle rostoucí kuřata (krůťata), protože spotřebují velké množství fosforu ke stavbě svaloviny a měkkých částí, takže se ho nedostává ke stavbě kostry. U drůbeže je růst zvláště rychlý, neboť např. kuřata více než 10× znásobí svoji hmotnost za 6-7 týdnů a kachňata jí za 2 měsíce zvýší až 40×. Zvláště velká je potřeba vitamínu D při rychlovýkrmu brojlerů. Méně vnímavá je vodní drůbež a holubi. Také  u cizokrajných ptáků chovaných v zajetí se rachitida vyskytuje, v závislosti na způsobu chovu, výživy i možného kontaktu se slunečním zářením. V přírodě se mláďata líhnou jen na jaře a rostou v době intenzivního slunečního záření.

## Klinické příznaky
Příznaky rachitidy se mohou u kuřat vyskytovat již od 2. týdne života. Spolu se slabostí končetin se dostavuje zpomalení růstu, zježené peří a kulhání. Zvířata jsou slabá, nepřijímají krmivo, nerada se pohybují. Zobák a běháky jsou měkké a ohebné, případně deformované. Žebra se propadají dovnitř, kýl kosti hrudní se křiví. 
U dospělých ptáků se osteomalacie projevuje zvýšeným počtem vajec se slabými a měkkými skořápkami. Násadová vejce mají sníženou líhnivost (vyšší mortalita embryí). Snáška klesá, i když vitamín D3 nemá tak velký vliv jako vitamín A. U některých nosnic se dostavuje slabost končetin.

## Léčba a prevence
Rachitida je chronické onemocnění. Lehčí případy se mohou upravit samy, jinak je třeba upravit složení krmiva. 
Léčebně se aplikují zvýšené dávky vitamínu D3, vápníku a fosforu. Obsah bílkovin v krmivu se doporučuje snížit. Případy se zjevně deformovanými kostmi jsou neléčitelné.
Prevence spočívá v dostatečném přívodu vitamínu D, vápníku, fosforu i stopových prvků v krmivu (kontrola složení krmiva). Vitamín D3 v emulgované formě je možno aplikovat i v pitné vodě. Velkou pozornost je nutno věnovat složení po domácku připravovaných diet při odchovu mláďat oblíbených ptáků.
Nadměrná aplikace vitamínu  D3 u kuřat vede k hyperkalcémii (zvýšená koncentrace vápníku v krvi) a může způsobovat zvápenatění (kalcifikaci) ledvinových tubulů a dnu. Také nadměrný přísun prekurzorů vitamínu D v krmivu je toxický, přičemž toxicita stoupá úměrně s obsahem Ca a P v krmivu. Klinická hypervitaminóza D byla pozorována u mláďat ara ararauna při umělém odchovu (pokles hmotnosti, stagnace krmiva ve voleti, zvracení, dehydratace, vodnatý až krvavý trus, dna). Nefróza (nezánětlivé onemocnění ledvin) související s hypervitaminózou D, byla popsána u hrdliček, tukana, kardinálů a mnoha druhů Psittaciformes.